# Christian Wägli
Christian Wägli (* 22. Dezember 1934 in Muri bei Bern; † 17. Juni 2019 bei Bern) war ein Schweizer Leichtathlet. Er galt als einer der besten Schweizer Leichtathleten der 1950er und 1960er Jahre.

## Sportliche Laufbahn
Christian Wägli, ursprünglich ein Arbeitersportler (Satus), war vor allem auf Kurz- und Mittelstrecken aktiv. Er startete für den ATV Gümligen. Aufgrund seiner mangelnden Endschnelligkeit forcierte er das Tempo jeweils früh. 1958 wurde er zum Schweizer Sportler des Jahres gewählt. Seinen Karrierehöhepunkt erlebte er 1960 mit der Teilnahme an den Olympischen Spielen. Beim Einmarsch der Nationen bei der Eröffnungsfeier führte er die Schweizer Delegation als Fahnenträger an. Im 800-Meter-Lauf sowie in der 4-mal-400-Meter-Staffel gewann er je ein Olympisches Diplom (Plätze fünf resp. sechs). Ende der Saison beendete er seine Karriere und konzentrierte sich auf seine Arbeit im Finanzwesen der Wander AG.